# شب منهتن
شب منهتن (انگلیسی: Manhattan Night) یک فیلم در ژانر جنایی و مهیج به نویسندگی و کارگردانی برایان دی‌کوبلیس است که در سال ۲۰۱۶ منتشر شد. از بازیگران آن می‌توان به آدرین برودی، ایوان استراهاوسکی، جنیفر بیلز، کمپبل اسکات، لیندا لوین و استیون برکوف اشاره کرد.

## داستان
فیلم داستان مرد نویسنده‌ای را روایت می‌کند که تشنه حقیقت و رسوا کردن بدنامان است. او در خانواده‌اش مردی دوست‌داشتنی و ایدئال است. اما زمانی که یک زن اغواگر از او درخواست می‌کند تا حقیقت را در مورد یک فقره قتل به‌دست‌آورد، او نمی‌تواند در برابر درخواست آن زن مقاومت کند و…